# Zea (Mérida)
La población de Zea (anteriormente llamado Murmuquena) es una localidad del estado Mérida, enclavada entre las montañas de los ríos Escalante y Guaruríes, al Sur-oeste del mencionado estado, colindando con municipios del estado Táchira. Se ubica en una zona de transición entre El Valle del Mocotíes y El Sur del Lago de Maracaibo, atravesado por una carretera que permite comunicación entre la Ciudad de Tovar y la Ciudad de El Vigía, así como las ciudades de Santa Bárbara del Zulia, Coloncito, San Cristóbal y Maracaibo, lo cual le ha favorecido en su crecimiento económico y turístico.  formando parte de la Conurbación de Tovar debido a sus cercanías con esta (13 km de distancia).

## Historia
Los orígenes del municipio Zea, en el estado Mérida, se remontan al año 1811, cuando el territorio que ocupa actualmente fue transferido del Cantón de La Grita (perteneciente hoy al estado Táchira) al recién creado Cantón de Bailadores, como parte de las primeras divisiones político-territoriales en la etapa republicana.
En 1845 se promulgó el decreto para la creación de la Parroquia Murmuquena, bajo la jurisdicción del Cantón de Bailadores; sin embargo, dicho decreto nunca fue ejecutado. La iniciativa fue retomada años más tarde, y finalmente, el 29 de noviembre de 1850, se creó oficialmente la Parroquia Francisco Antonio Zea, consolidando así la organización parroquial del sector.
En 1909, la localidad fue elevada a la categoría de Municipio Foráneo, adscrito al entonces Distrito Tovar, hoy municipio Tovar. Esta situación administrativa se mantuvo vigente hasta 1992, cuando la Asamblea Legislativa del Estado Mérida decretó su autonomía municipal, otorgándole su denominación definitiva como Municipio Zea, en honor al prócer independentista Francisco Antonio Zea, destacado diplomático y naturalista del período emancipador.

## Etimología
Zea, es el apellido del prócer de la independencia Francisco Antonio Zea, originario de Colombia, fue botánico, teólogo, filósofo, y subversivo al gobierno Español, tomó filas con el libertador Simón Bolívar. Tuvo una destacada actuación en la Gesta Libertaria Bolivariana. Fue redactor del Correo del Orinoco, destacó en el Congreso de Angostura y fue elegido vicepresidente de la Gran Colombia en diciembre de 1819. Murió en Bath, Inglaterra, en 1822.

## Toponimia
Primeramente se llamaba Murmuquena o Borbuquena, luego cuando pasó a ser parroquia civil se le llamó Zea en 1850 en honor al prócer neogranadino Francisco Antonio Zea. No hay referencias a ninguna relación de este personaje con la región andina, por lo que llama la atención que se haya tomado su nombre para este poblado, el mismo caso de Tovar cuyo nombre también le fue dado en 1850.

## Sitios históricos
La plaza Bolívar tiene una estatua de cuerpo completo del Libertador en cuya base hay unas grandes placas de mármol que dicen: 

A Bolívar Libertador y Padre de la Patria, en el centenario de la elevación del caserío de Murmuquena a la categoría de parroquia con el nombre de Zea en honor del ilustre sabio y patriota gran colombiano y presidente del Congreso de Angostura, 1950.

Aunque con resultado adverso, en tierras de Murmuquena se derramó sangre por la patria el 19 de mayo de 1812 cuando el comandante realista Antonio de Ugarte, Gobernador de Mérida, derrotó las fuerzas republicanas del Comandante Francisco Yépes. Fuerzas del Comandante en Jefe español Francisco Tomás Morales, derrotadas el 23 de enero de 1823 en el páramo de Mariño por el ilustre jefe patriota Juan Antonio Paredes. Pasaron huyendo por Murmuquena hacia Zulia y sus oficiales obligaron a los vecinos a cargar en hombros sus maltrechos equipajes y menguado parque. Monumento donado al Municipio Zea por la Gobernación del Distrito Federal de los EE.UU. de Venezuela durante el ejercicio del Sr. Gral. J.D. Celis Paredes, preclaro hijo del estado Mérida.

Las casas de los alrededores son de estilo andino, con sus techos de tejas, grandes ventanales y otras del estilo en el que se construían en las primeras décadas del siglo XX.
Uno de sus hijos más ilustres es Alberto Adriani (1898 - 1936) quien fue economista, escritor y político. Fue diplomático y ministro de Agricultura y Cría y ministro de Hacienda durante el gobierno de López Contreras.
En la entrada del pueblo hay un pequeño monumento a los fundadores del pueblo, las placas dicen: «Zea a los fundadores de Borbuquena Felipe Márquez, Matías Escalante y Juan Antonio Escalante. 1786. 25 de abril de 1996» y «Obra ejecutada durante la gestión municipal del ciudadano alcalde Fredy José Guedez Sánchez».

## Santo niño de la Cuchilla

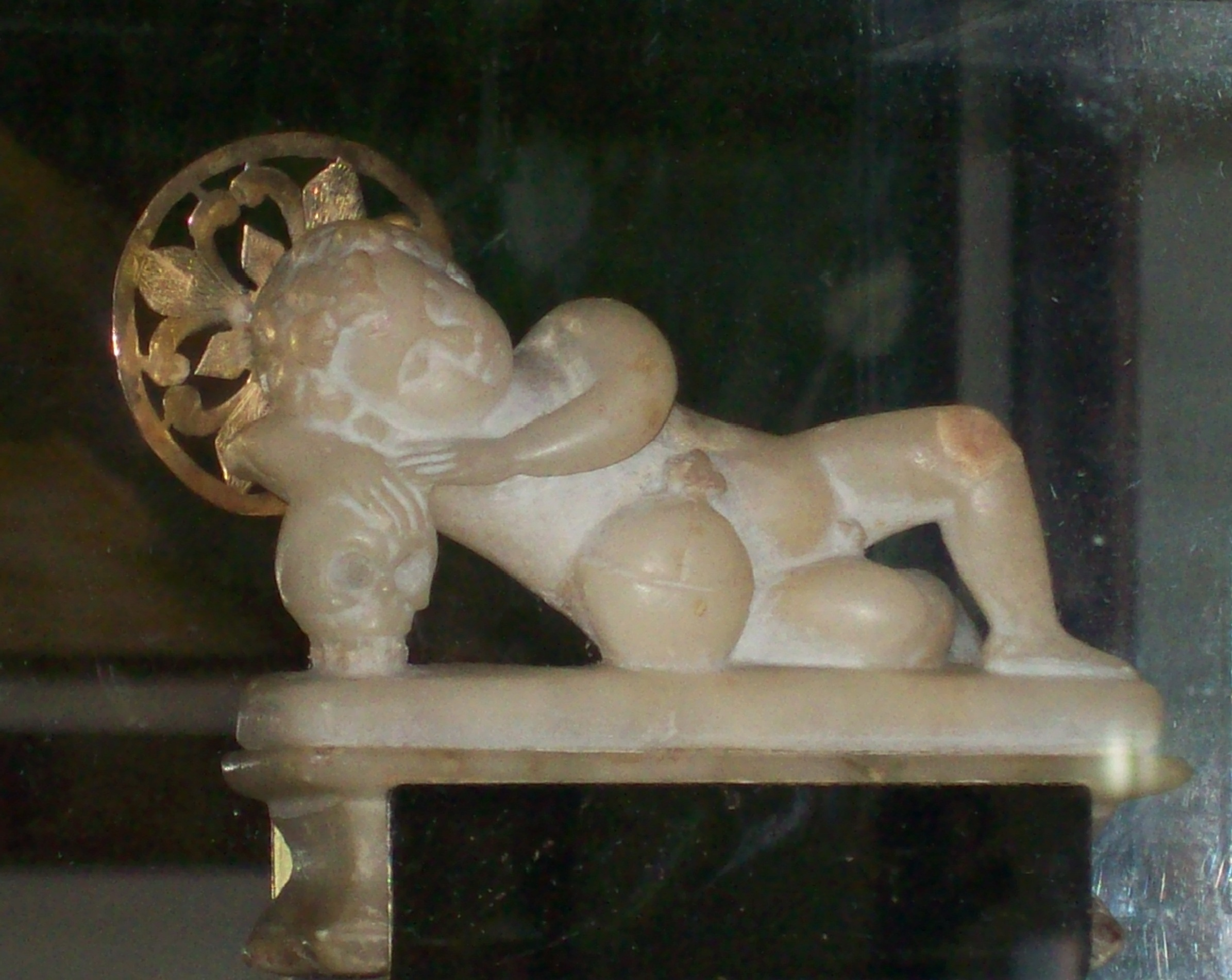
Imagen del Santo Niño de la Cuchilla.

La imagen del santo niño de la Cuchilla está hecha de alabastro, representa al divino recién nacido, recostado en la losa de un sepulcro con el mundo en la mano, y la cabeza reclinada sobre el brazo derecho en actitud durmiente, con una calavera por almohada. Su tamaño es de 09 cm. aproximadamente.
Sobre su aparición han surgido muchas versiones que se han tejido, producto de la tradición oral; pues hay algunas que a manera de cuento o leyenda. Al hacer una entrevista con la Srta. Josefa Barrios Mora, nos da un relato de manera verídica y si se quiere con mayor lujo de detalles sobre la manera cómo el Santo Niño llegó a Zea, quien a pesar de sus 93 años con una lucidez extraordinaria se puede relatar esta historia, escuchada de sus propios labios y de manera original.